# World Fellowship of Buddhists
Der World Fellowship of Buddhists (WFB, „Weltgemeinschaft der Buddhisten“) ist eine internationale Organisation von Buddhisten mit Sitz in Bangkok.

## Übersicht
Die WFB wurde 1950 von Repräsentanten aus 27 Ländern in Colombo, Ceylon, gegründet. Obwohl der Theravada-Buddhismus den meisten Einfluss ausübt, sind doch alle Richtungen des Buddhismus in der Organisation vertreten. Alle Präsidenten stammten bisher aus Südostasien und Sri Lanka. Heutzutage bestehen regionale Zentren in 35 Ländern, u. a. in Indien, den USA und Australien.

## Ziele
Die Ziele der WFB umfassen
- die strikte Einhaltung der Lehren und Praktiken Buddhas zu fördern,
- Einigkeit, Solidarität und Brüderlichkeit unter den Buddhisten zu sichern,
- die erhabene Lehre des Buddha zu verbreiten,
- Aktivitäten in sozialen, pädagogischen, kulturellen und anderen humanitären Projekten zu organisieren und auszuführen,
- die Arbeit für den Frieden, die Harmonie und das Glück auf Erden, auch zusammen mit anderen Organisationen, die die gleichen Ziele haben.

Der gegenwärtige Präsident ist seit 1999 Phan Wannamethee aus Thailand, mit dem Hsing Yun aus Taiwan als Ehrenpräsident.

## Unterwanderung zu politischen Zwecken
Die Organisation wurde ab 1954 gezielt von amerikanischen Geheimdiensten unterwandert, dabei wurde Finanzierung über die Asia Foundation geschleust. Zweck war es durch Beeinflussung der Buddhisten in Südostasien ein „Bollwerk gegen den Kommunismus“ zu schaffen, was nach der Schlacht um Điện Biên Phủ als dringlich angesehen wurde. Man hatte insofern Erfolg, als Vertretern der Buddhistische Vereinigung Chinas zum Kongress 1954 in Bangkok keine Einreiseerlaubnisse erteilt wurden. Auf dem Treffen 1961 in Phnom Penh provozierte man die chinesischen Delegierten so gezielt, dass sie vorzeitig abreisten. Noch im selben Jahr verlegte man dauerhaft den Hauptsitz nach Bangkok. Dort hatte Sarit Thanarat eine stramm-rechte Militärdiktatur von Amerikas Gnaden errichtet. Erst mit der fortschreitenden Entspannung kam es zu Entpolitisierung der Organisation, die seit 1984 wieder unter Mitwirkung chinesischer Buddhisten agiert.